# San Sebastián de Urabá
San Sebastián de Urabá fu il primo insediamento stabilito dagli spagnoli nella zona attuale di Urabá-Darién, che oggi fa parte dei dipartimenti di Antioquia e Chocó in Colombia.
Questo insediamento fu fondato il 20 gennaio 1510 da Alonso de Ojeda in qualità di governatore della Provincia de Nueva Andalucía y Urabá. L'insediamento si rivelò una fortezza effimera a causa della violenta resistenza da parte degli indigeni della regione, che utilizzavano frecce avvelenate, la fortezza fu rapidamente abbandonata e i suoi abitanti si trasferirono in un luogo più pacifico e sicuro, dove avevano l'intenzione di fondare un vero e proprio villaggio stabile come base operativa necessaria agli spagnoli per esplorare il sud del continente.